# バーンパーワーイ駅
バーンパーワーイ駅（バーンパーワーイえき、タイ語:สถานีรถไฟบ้านป่าหวาย ）は、タイ王国中部ロッブリー県ムアンロッブリー郡にある、タイ国有鉄道北本線の駅である。

## 概要
バーンパーワーイ駅はタイ王国中部ロッブリー県の県庁所在地で、人口約25万人が暮らすムアンロッブリー郡にあり、駅の正面側は北東向きである。クルンテープ駅（バンコク）より127.44km地点に位置し、最速の普通列車利用で2時間40分程度である。
三等駅であり1日当たり16列車（8往復）が発着し、その全てが普通列車である。当駅を含むバーンパーチー駅より次駅のロッブリー駅までは、複線区間である。
かつては当駅より南本線のスパンブリー駅（クルンテープ駅より157.65km地点）までの接続計画もあったが、実現せずに今日に至っている。

## 歴史
1897年3月26日にタイ官営鉄道最初の区間が、クルンテープ駅 - アユタヤ駅間に開業した。それから2回目の延伸開業時の1901年4月1日に当駅を含むロッブリー駅まで延長されそれに伴い当駅も開業した。
- 1897年3月26日 【開業】クルンテープ駅 - アユタヤ駅 (71.08km)
- 1897年5月1日 【開業】アユタヤ駅 - バーンパーチー駅 (18.87km)
- 1901年4月1日 【開業】バーンパーチー駅 - ロッブリー駅 (42.86km)

## 駅構造
相対式ホーム及び島式1面の複合型ホーム3面3線をもつ地上駅であり、駅舎はホームに面している。